# 立照閣
立照閣（りっしょうかく）とは、1936年（昭和11年）に現・真如苑が布教活動のため「立照講」として合法を目的に立ち上げた現在の出家を基盤とする在家の仏教教団真如苑の前身となった法会である。

## 略史
1935年（昭和10年）12月28日、自宅の本尊に「大日大聖不動明王」を祀る。1936年（昭和11年）2月3日に真言宗醍醐派の僧侶である浦野法海を導師として迎え、立照閣で初めての護摩が修される。2月4日、摂受心院（伊藤友司）霊能相承。双親の伊藤真乗、友司より2月8日を立教の日とする。
3月28日に浦野師の思案で、成田山新勝寺と縁を結び、その講会として立照閣の看板を掲げ、こうして成田山講「立川立照講」として合法活動の準備を進めていった。6月9日に教導院（伊藤智文）の急死による抜苦代受が成立する。
1938年（昭和13年）10月4日には、東京府より「教会設立認可許可書」が下附され、これと同時に、現総本部の地に「真澄寺（しんちょうじ）」を建立し、立照閣を解消して、「真言宗醍醐派・立川不動尊教会」を設立した。
立照閣時代と呼ぶのは、昭和11年の春から昭和13年10月初めまでの僅か二年八ヶ月の短い期間であるが、その伸展は著しかった。最初の五十人が、またたく間に百人、二百人と増加し、昭和12年末頃には、毎日、家中が人で埋まるほどになっていた。
この間、双親の伊藤真乗、友司は修行を重ね「顕より密に入り正しく修行すべし」との霊言の実行に身心を投じる。なかでも「火生三昧」の修法は立照閣時代、唯一の壮拳として今日に語り継がれる。火生三昧の実行は昭和12年9月14日午後から夜にかけて行なわれた。当日は朝に雨があり午後には止み、立川市曙町の立川航空神社の境内を借り、ここにテントを張って、二間四方の火床を設けた。昭和11年から昭和12年の間、この時代は真如苑の草創期に当たるといってよい。